# Donald Jones
Pour les articles homonymes, voir Jones.
Donald Jones, né le 24 janvier 1932 à New York (Harlem) et mort le 5 novembre 2004  à Amsterdam (Pays-Bas), est un acteur et danseur.

## Biographie
Parti aux Pays-Bas à 22 ans, Donald Jones y fut la première star noire néerlandaise.
Il fut l'époux d'Adèle Bloemendaal (nl), avec qui il eut un fils, John Jones (acteur) (nl).

## Galerie

Donald Jones, Mimi Kok et Henk van Ulsen (nl) en 1958.
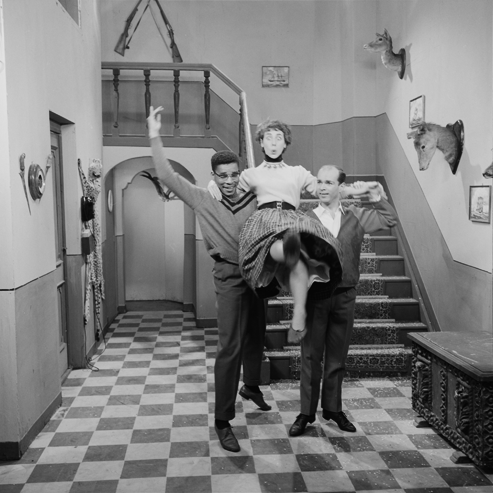
Donald Jones, Mimi Kok et Henk van Ulsen en 1958.
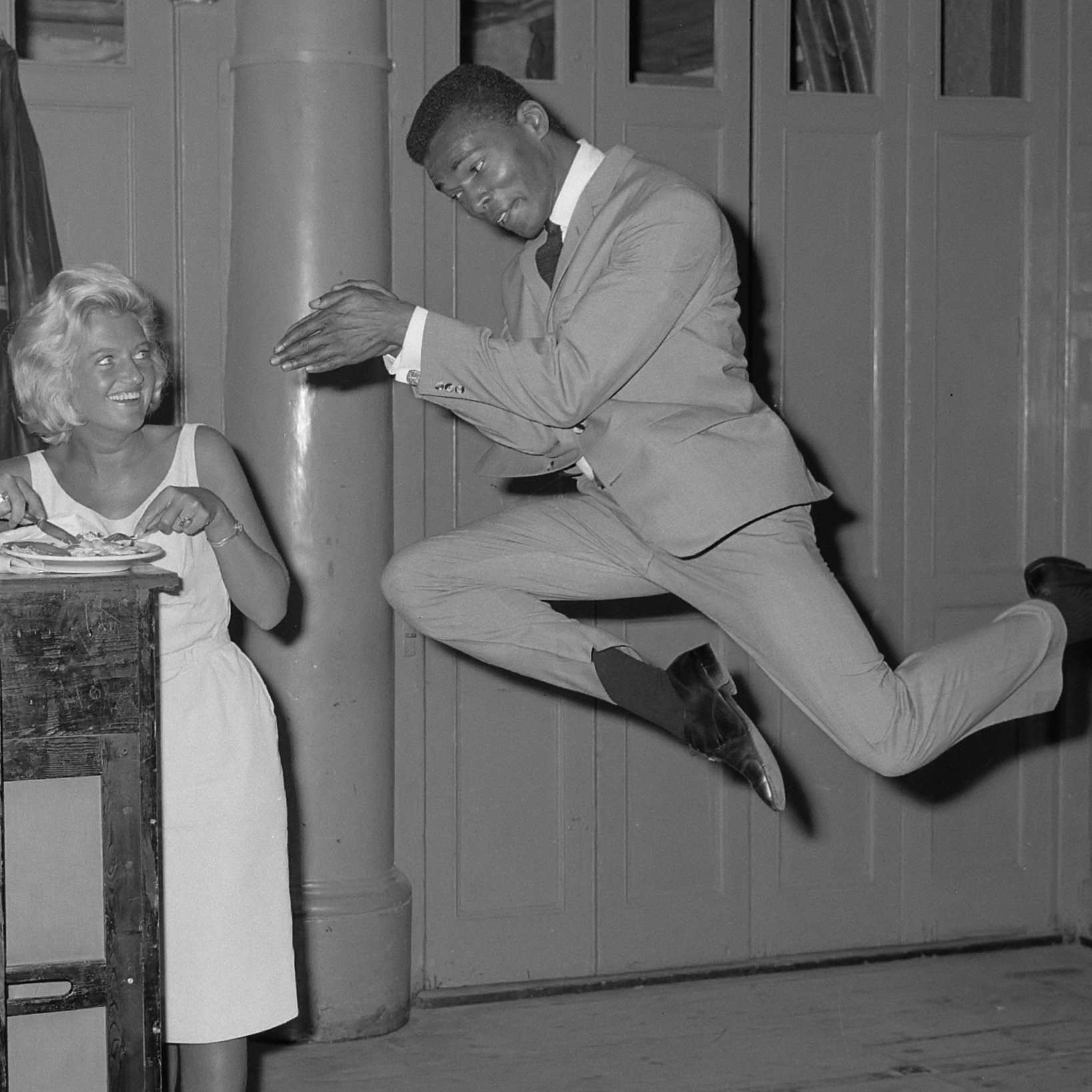
Donald Jones et Mieke Telkamp en 1964.
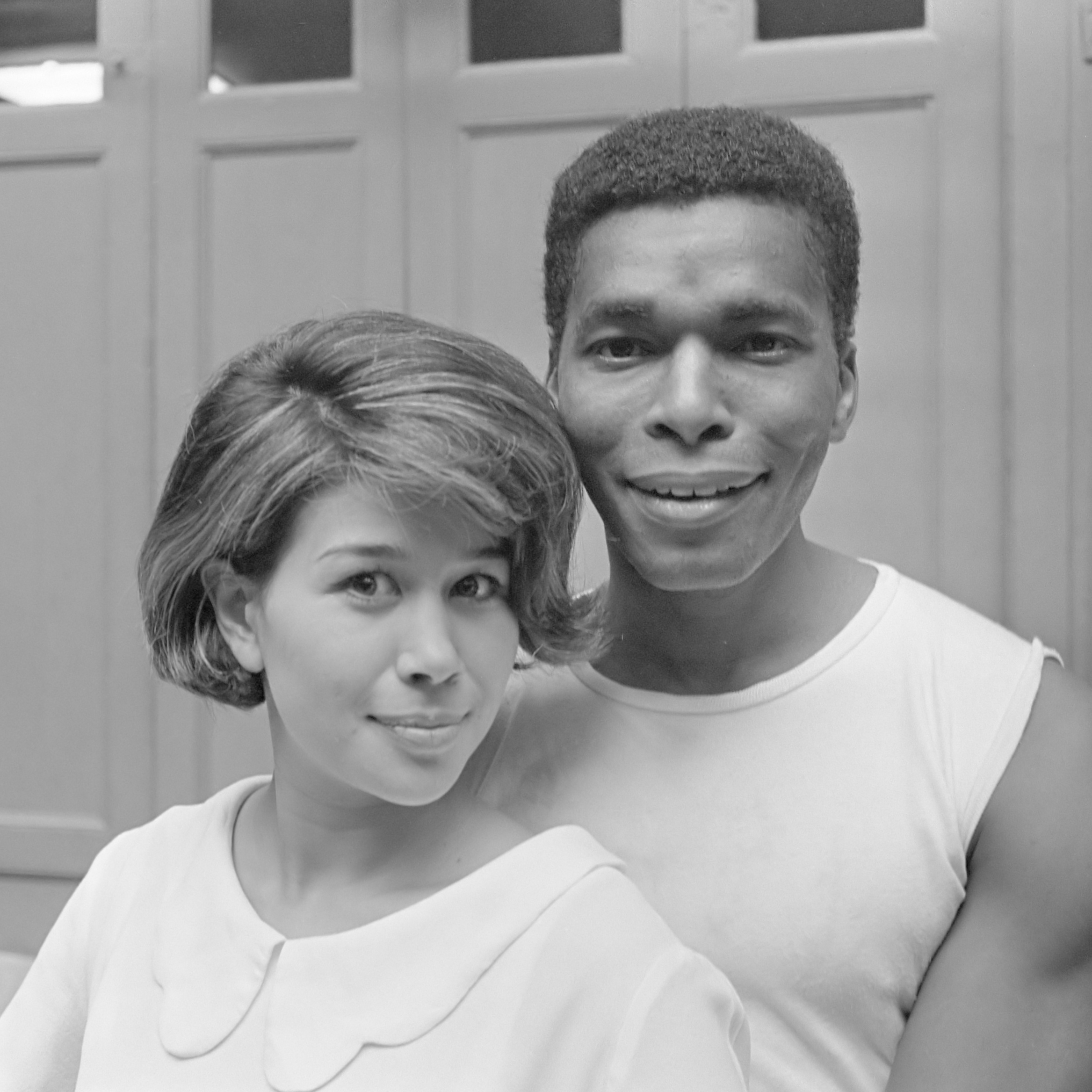
Anneke Grönloh et Donald Jones en 1965.